# Associazione Fascista Calcio Venezia 1934-1935
Questa pagina raccoglie i dati riguardanti l'Associazione Fascista Calcio Venezia nelle competizioni ufficiali della stagione 1934-1935.

## Rosa
| N. |                   | Ruolo | Calciatore             |
| -- | ----------------- | ----- | ---------------------- |
|    | Italia (bandiera) |       | Cesare Bianchetto (I)  |
|    | Italia (bandiera) |       | Pietro Bianchetto (II) |
|    | Italia (bandiera) | D     | Angelo Bianchi         |
|    | Italia (bandiera) | C     | Aldo Biffi             |
|    | Italia (bandiera) |       | Filiberto Borin (III)  |
|    | Italia (bandiera) |       | Giovanni Borin (II)    |
|    | Italia (bandiera) |       | Pietro Boschian        |
|    | Italia (bandiera) | C     | Luciano Bottazzi       |
|    | Italia (bandiera) |       | Walter Brancaleone     |
|    | Italia (bandiera) | A     | Federico Busini        |
|    | Italia (bandiera) |       | Di Polo                |
|    | Italia (bandiera) | A     | Guido Donaglio         |
|    | Italia (bandiera) |       | Fincato                |
|    | Italia (bandiera) | A     | Mario Formenton        |
|    | Italia (bandiera) |       | Domenico Gallucci      |
|    | Italia (bandiera) | A     | Aldo Gorini            |

| N. |                   | Ruolo | Calciatore              |
| -- | ----------------- | ----- | ----------------------- |
|    | Italia (bandiera) | C     | Rodolfo Gregar          |
|    | Italia (bandiera) |       | Loveri                  |
|    | Italia (bandiera) | P     | Giovanni Battista Maneo |
|    | Italia (bandiera) | A     | Willy Nardi             |
|    | Italia (bandiera) | C     | Arnaldo Novello         |
|    | Italia (bandiera) | D     | Riccardo Orlandi        |
|    | Italia (bandiera) | A     | Gino Pivato             |
|    | Italia (bandiera) | C     | Duilio Rallo            |
|    | Italia (bandiera) |       | Savio                   |
|    | Italia (bandiera) | D     | Andrea Signoretto       |
|    | Italia (bandiera) |       | Sissi                   |
|    | Italia (bandiera) | D     | Luigi Stivanello        |
|    | Italia (bandiera) |       | Domenico Torti          |
|    | Italia (bandiera) |       | Alberto Valotto         |
|    | Italia (bandiera) |       | Marcello Viola          |
|    | Italia (bandiera) |       | Zanetti                 |

## Risultati

### Serie B

#### Girone B

##### Girone di andata
| Arbitro: | Soliani (Genova) |

|          |           |                     |
| Rallo 5’ | Marcatori | 19’, 43’ Bianchi II |

| Arbitro: | Gamba (Napoli) |

|  |           |                 |
|  | Marcatori | 68’ Brancaleone |

| Arbitro: | De Jurco (Trieste) |

|           |           |               |
| Viola 56’ | Marcatori | 21’ Colaussig |

| Arbitro: | Bartolini (Pisa) |

|                              |           |  |
| Gagliardi 44’ Pignatelli 86’ | Marcatori |  |

| Arbitro: | Conticini (Firenze) |

|  |           |             |
|  | Marcatori | 31’ Pilotta |

| Arbitro: | Scotti (Taranto) |

|  |           |                           |
|  | Marcatori | 16’ Donaglio 20’ Gallucci |

| Arbitro: | Salvatori (Roma) |

|                       |           |  |
| Ferrero Massiglia 79’ | Marcatori |  |

| Arbitro: | Brunelli (Bologna) |

|                             |           |               |
| Donaglio 63’, 82’ Formenton | Marcatori | 4’ Gianesello |

| Arbitro: | Saracini (Ancona) |

|                                                               |           |                   |
| Ugolini 13’ Bolognese Bellini 49’ Varoli 51’ Tumiati 58’, 60’ | Marcatori | Gorini 62’ Gregar |

| Arbitro: | Pirovano (Monza) |

|            |           |  |
| Gorini 17’ | Marcatori |  |

| Venezia 6 gennaio 1935 11ª giornata | Venezia | 3 – 1 | Padova | Stadio Pier Luigi Penzo |

| Vicenza 13 gennaio 1935 12ª giornata | Vicenza | 1 – 0 | Venezia |  |

| Venezia 20 gennaio 1935 13ª giornata | Venezia | 0 – 0 | Cremonese | Stadio Pier Luigi Penzo |

| Modena 27 gennaio 1935 14ª giornata | Modena | 5 – 0 | Venezia |  |

| 3 febbraio 1935 15ª giornata | Grion Pola | – n.d. | Venezia |  |

##### Girone di ritorno
| Arbitro: | De Sanctis (Roma) |

|                                         |           |  |
| Bianchi 6’ Grolli 14’, 81’ Bernardi 86’ | Marcatori |  |

| Arbitro: | Mazza (Genova) |

|               |           |               |
| Formenton 82’ | Marcatori | 37’ Benedetti |

| Arbitro: | Galeati (Bologna) |

|  |           |           |
|  | Marcatori | 68’ Rallo |

| Arbitro: | Saracini (Ancona) |

|                      |           |  |
| Gorini 62’ Rallo 81’ | Marcatori |  |

| Arbitro: | Roggero (Firenze) |

|         |           |                                |
| Orlandi | Marcatori | 6’ Manfredi ?’ (rig.) Kossovel |

| Arbitro: | Gianni (Pisa) |

|                       |           |                |
| Rallo 42’ Orlandi 47’ | Marcatori | 57’ Caviglioni |

| Arbitro: | Ciamberlini (Sampierdarena) |

|  |           |                         |
|  | Marcatori | 24’, 90’ Marchionneschi |

| Arbitro: | Conticini (Firenze) |

|                                                          |           |  |
| Biassoni 8’ Sanero 14’, ?’ Casati 24’ Locatelli Candiani | Marcatori |  |

| Arbitro: | Bertone (Torino) |

|            |           |                         |
| Busini 44’ | Marcatori | 64’ (rig.), 85’ Bellini |

| Pistoia 28 aprile 1935 25ª giornata | Pistoiese | 1 – 0 | Venezia |  |

| Arbitro: | Moretti (Genova) |

|                               |           |  |
| D'Odorico 28’, 33’ Frossi 30’ | Marcatori |  |

| Arbitro: | Ronzio (Roma) |

|                              |           |          |
| Gorini 38’ (rig.) Grezar 61’ | Marcatori | 8’ Menti |

| Arbitro: | Bartolini (Pisa) |

|              |           |  |
| Costanzo 56’ | Marcatori |  |

| Arbitro: | Sassi (Roma) |

|               |           |            |
| Formenton 60’ | Marcatori | 89’ Brossi |

| 2 giugno 1935 30ª giornata | Venezia | – n.d. | Grion Pola |  |

## Statistiche

### Statistiche di squadra
| Competizione       | Punti | In casa | In casa | In casa | In casa | In casa | In casa | In trasferta | In trasferta | In trasferta | In trasferta | In trasferta | In trasferta | Totale | Totale | Totale | Totale | Totale | Totale | DR  |
| Competizione       | Punti | G       | V       | N       | P       | Gf      | Gs      | G            | V            | N            | P            | Gf           | Gs           | G      | V      | N      | P      | Gf     | Gs     | DR  |
| ------------------ | ----- | ------- | ------- | ------- | ------- | ------- | ------- | ------------ | ------------ | ------------ | ------------ | ------------ | ------------ | ------ | ------ | ------ | ------ | ------ | ------ | --- |
| Serie B - girone B | 22    | 14      | 6       | 4       | 4       | 18      | 14      | 14           | 3            | 0            | 11           | 7            | 33           | 28     | 9      | 4      | 15     | 25     | 47     | -22 |

### Statistiche dei giocatori
| Giocatore          | Serie B  | Serie B |
| Giocatore          | Presenze | Reti    |
| ------------------ | -------- | ------- |
| C. Bianchetto (I)  | ?        | ?       |
| P. Bianchetto (II) | ?        | ?       |
| A. Bianchi         | ?        | ?       |
| A. Biffi           | ?        | ?       |
| F. Borin (III)     | ?        | ?       |
| G. Borin (II)      | ?        | ?       |
| P. Boschian        | ?        | ?       |
| L. Bottazzi        | ?        | ?       |
| W. Brancaleone     | ?        | ?       |
| F. Busini          | ?        | ?       |
| . Di Polo          | ?        | ?       |
| G. Donaglio        | ?        | ?       |
| . Fincato          | ?        | ?       |
| M. Formenton       | ?        | ?       |
| D. Gallucci        | ?        | ?       |
| A. Gorini          | ?        | ?       |
| R. Gregar          | ?        | ?       |
| . Loveri           | ?        | ?       |
| G.B. Maneo         | ?        | ?       |
| W. Nardi           | ?        | ?       |
| A. Novello         | ?        | ?       |
| R. Orlandi         | ?        | ?       |
| G. Pivato          | ?        | ?       |
| D. Rallo           | ?        | ?       |
| . Savio            | ?        | ?       |
| A. Signoretto      | ?        | ?       |
| . Sissi            | ?        | ?       |
| L. Stivanello      | ?        | ?       |
| D. Torti           | ?        | ?       |
| A. Valotto         | ?        | ?       |
| M. Viola           | ?        | ?       |
| . Zanetti          | ?        | ?       |